# Talysch-Maulwurf
Der Talysch-Maulwurf (Talpa talyschensis) ist eine Säugetierart aus der Familie der Maulwürfe (Talpidae) innerhalb der Ordnung der Insektenfresser (Eulipotyphla). Es handelt sich um einen kleinen Vertreter der Gruppe, der äußerlich dem Levantinischen Maulwurf ähnelt, genetisch aber dem Pater-David-Maulwurf näher steht. Er ist an der Südwestküste des Kaspischen Meeres im Süden von Aserbaidschan und im Norden des Iran verbreitet. Der Lebensraum umfasst Wälder und Buschgebiete. Über die Lebensweise des Talysch-Maulwurfs liegen kaum Informationen vor. Er wurde im Jahr 1945 wissenschaftlich benannt, galt aber lange Zeit als Unterart verschiedener anderer Eurasischer Maulwürfe. Erst seit Mitte der 2010er Jahre ist er als eigenständige Art anerkannt. Zur Bestandsgefährdung fanden bisher keine Untersuchungen statt.

## Merkmale

### Habitus
Der Talysch-Maulwurf ist ein kleiner Vertreter der Eurasischen Maulwürfe. Seine Kopf-Rumpf-Länge beträgt 10,4 bis 11,4 cm, die Schwanzlänge 2,0 bis 2,5 cm und das Gewicht 31 bis 49 g. der Sexualdimorphismus ist nur gering ausgeprägt. In seinen Körperausmaßen ist der Talysch-Maulwurf vergleichbar zum Levantinischen Maulwurf (Talpa levantis). Wie alle Eurasischen Maulwürfe zeichnet er sich durch einen zylindrischen und robusten Körper aus, der Hals ist kurz und die Vorderfüße ähneln Grabschaufeln. Das Fell weist einen dunkelgrauen bis schwärzlichen Farbton aus. Die Augen bleiben unter der Haut verborgen. Die Hinterfußlänge liegt bei 1,6 bis 1,7 cm.

### Schädel- und Gebissmerkmale
Der Schädel wird durchschnittlich 31,1 mm lang und am Hirnschädel 15,0 mm breit sowie 8,7 mm hoch. Das Rostrum ist an der Basis 8,3 mm breit und verschmälert sich nach vorn auf 4,3 mm. Die Zahnformel lautet: {\displaystyle {\frac {3.1.4.3}{3.1.4.3}}}, das Gebiss besteht demnach aus 44 Zähnen. Am vorderen oberen Molar weist das Mesostyl, ein kleiner Höcker zwischen den beiden lippenseitigen Haupthöckern (Paraconus und Metaconus), zwei kleine Spitzen auf, während dieses beim Levantinischen Maulwurf nur einspitzig ist. Die obere Zahnreihe besitzt eine Länge von rund 11,3 mm.

### Genetische Merkmale
Der diploide Chromosomensatz lautet 2n = 34.

## Verbreitung und Lebensraum

Verbreitungsgebiet des Talysch-Maulwurfs

Das Verbreitungsgebiet des Talysch-Maulwurfs umfasst die südwestlichen Küstengebiete des Kaspischen Meeres. Die nördliche Grenze des Vorkommens wird in der Region um Lənkəran im Süden Aserbaidschans erreicht, die südliche findet sich bei Tschalus im Norden des Iran. Der Lebensraum, der sich über das Vorland des Talysch- und des Elburs-Gebirges zieht,  besteht aus subtropischen Wäldern und Buchsbaum-Dickichten mit hohen Anteil an Moosen. Die Höhenverbreitung reicht vom Meeresspiegelniveau bis auf etwa 300 m.

## Lebensweise
Über die Lebensweise des Talysch-Maulwurfs liegen keine Informationen vor, vermutlich ähnelt sie der des Levantinischen Maulwurfs. In der Region um Tschalus wurden zahlreiche Auswurfhügel (Maulwurfshügel) in Wäldern und in Buschgebieten auf sandigem Untergrund beobachtet.

## Systematik
Der Talysch-Maulwurf ist eine Art aus der Gattung der Eurasischen Maulwürfe (Talpa). Zur Gattung werden mehr als 15 Mitglieder gezählt, das bekannteste ist der Europäische Maulwurf (Talpa europaea). Die Eurasischen Maulwürfe bilden einen Teil der Tribus der Eigentlichen Maulwürfe (Talpini) und der Familie der Maulwürfe (Talpidae). Innerhalb der Eigentlichen Maulwürfe werden die zumeist grabenden Formen der Maulwürfe zusammengefasst. Andere Angehörige der Familie leben dem gegenüber nur teilweise unterirdisch, bewegen sich oberirdisch fort oder haben eine semi-aquatische Lebensweise.
Die wissenschaftliche Erstbeschreibung des Talysch-Maulwurfs erbrachte Nikolai Kusmitsch Wereschtschagin im Jahr 1945. Er nutzte dabei die Bezeichnung Talpa orientalis talyschensis und sah seine neue Form damit als Unterart eines Vertreters an, der heute wiederum zum Kaukasischen Maulwurf (Talpa caucasica) gezählt wird. Der Lectotyp besteht aus einem Schädel eines ausgewachsenen männlichen Individuums. Die Typusregion findet sich im Süden von Aserbaidschan im Talysch-Gebirge rund um Masallı.
Teilweise galt der Talysch-Maulwurf in den 1960er und 1970er Jahren auch als Variante des Blindmaulwurfs (Talpa caeca). Die große äußere Ähnlichkeit zum Levantinischen Maulwurf (Talpa levantis) zuzüglich eines übereinstimmenden Karyotyps, führten aber Ende des 20. Jahrhunderts dazu, dass der Talysch-Maulwurf als dessen östliche und von seinem Verbreitungsgebiet weit abgetrennte Unterart betrachtet wurde. Abweichungen zwischen den beiden Vertretern bestehen vor allem in Details der Zahngestaltung. Einige Wissenschaftler bezweifelten die enge Verbindung zwischen dem Talysch- und dem Levantinischen Maulwurf aufgrund anatomischer Daten. Unterstützung fand diese Ansicht durch molekulargenetische Untersuchungen aus dem Jahr 2015. Hier ergab sich eine nähere Beziehung zum Pater-David-Maulwurf (Talpa davidiana), der weiter südlich auftritt. Beide Angehörige spalteten sich im ausgehenden Pliozän vor rund 2,5 Millionen Jahren voneinander ab. Die Linie, die zum Levantinischen Maulwurf führte, hatte sich hingegen schon im Übergang vom Miozän zum Pliozän herausgeformt. Daraus resultierend wurde der Talysch-Maulwurf als eigenständige Art anerkannt, was auch durch den achten Band des Standardwerkes Handbook of the Mammals of the World im Jahr 2018 Bestätigung fand.

## Bedrohung und Schutz
Der Talysch-Maulwurf wird von der IUCN nicht gelistet. Es liegen keine spezifischen Informationen zur Gefährdungslage des Bestandes vor.